# Rio Pirapama
O rio Pirapama é um curso de água que banha o estado de Pernambuco, no Brasil.
Com cerca de 80 km de extensão, nasce no município de Pombos e tem 77% de sua bacia no município do Cabo de Santo Agostinho, onde banha a sede municipal e o distrito industrial, ali localizados. Devido a condicionamentos estruturais (adaptação a linhas de falhas), o Pirapama muda, várias vezes, de direção, entre a nascente e o início da planície Costeira, que percorre no sentido geral oeste-leste até a altura da Praia do Paiva. Nesse ponto, inflete para o norte, encontrando, mais adiante, o rio Jaboatão. A partir dali, percorrem juntos 2,5 km, até a desembocadura no oceano Atlântico em Barra de Jangada, Jaboatão dos Guararapes.
Os maiores tributários do Pirapama encontram-se em sua margem esquerda e são, em ordem decrescente de extensão, os rios Gurjaú, Cajabuçu e Arariba (Macacos), todos com nascentes no município de Moreno. No primeiro, localizam-se as barragens de Gurjaú e Sucupema, integrantes do sistema de abastecimento de água da Região Metropolitana do Recife, às quais deverá somar-se a barragem de São Brás a ser construída poucos quilômetros a montante daquelas duas e a do Pirapama, a localizar-se nesse rio, a montante do Engenho Molinote. Pela margem direita, sobressaem, em extensão, os afluentes Santa Amélia, Utinga de Cima e Camaçari, o primeiro inteiramente localizado no município do Cabo de Santo Agostinho e os dois últimos com nascentes no município de  Escada. 